# Maike Rotzoll

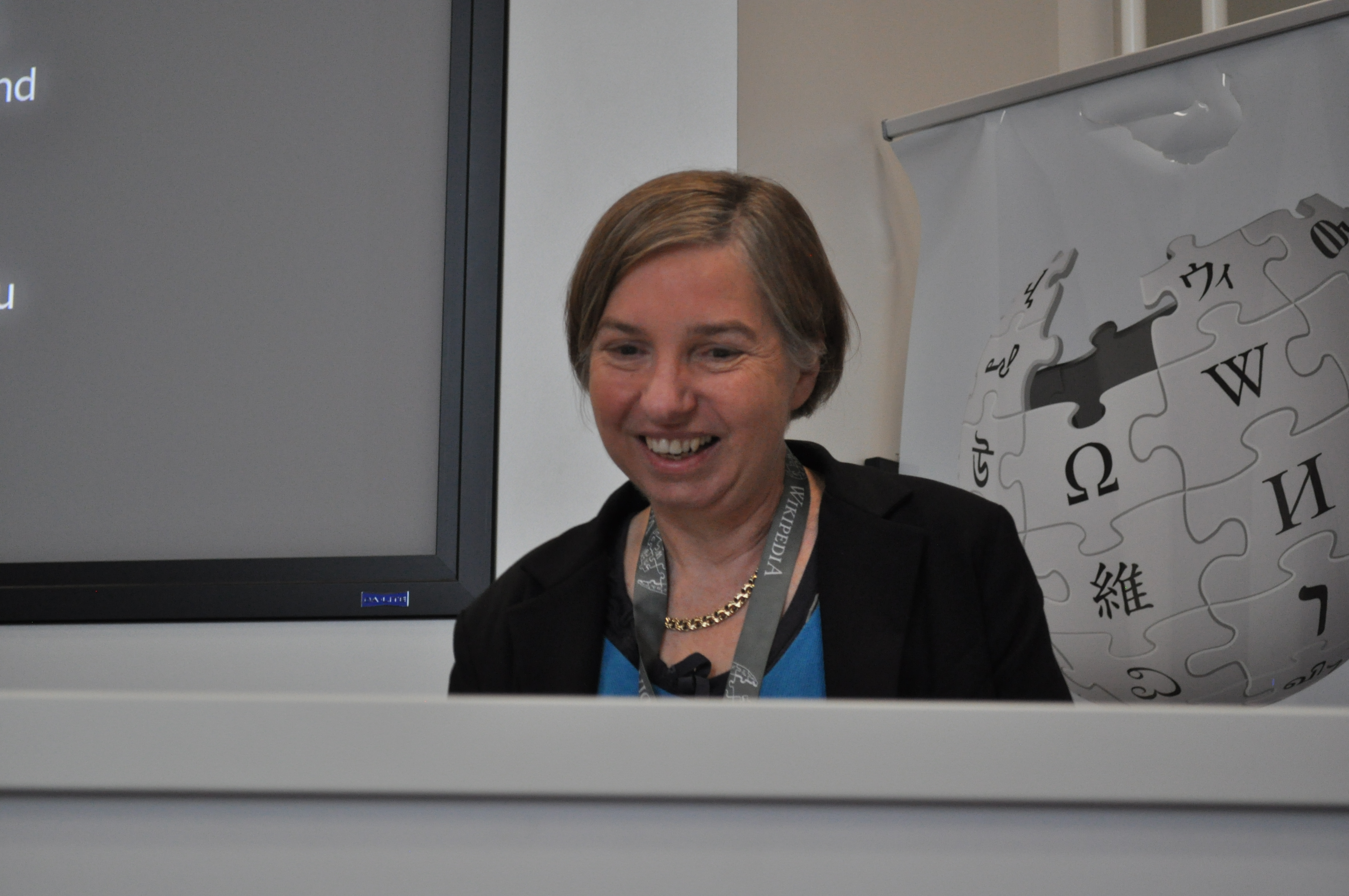
Maike Rotzoll (2022)

Maike Rotzoll (* 1964) ist eine deutsche Medizinhistorikerin und Hochschullehrerin an der Philipps-Universität Marburg.

## Leben und Wirken
Rotzoll studierte ab 1983 Humanmedizin an den Universitäten Lübeck und Heidelberg. Ihr Studium schloss sie 1991 ab, nachdem sie 1986/87 ein Forschungssemester an der Universität Florenz eingelegt hatte. Nach ihrem Studienabschluss war sie zunächst als Ärztin im Praktikum, dann als Assistenzärztin als wissenschaftliche Mitarbeiterin in der Klinik für Allgemeine Psychiatrie am Universitätsklinikum Heidelberg tätig. 1994 wurde sie von der Universität zu Lübeck als Schülerin von Joachim Telle in Medizingeschichte mit einer Arbeit über den Renaissancemediziner und -astrologen Pierleone da Spoleto summa cum laude promoviert. 1998 legte sie die Facharztprüfung für Psychiatrie ab. Ab 2002 arbeitete sie am DFG-Projekt zur „Wissenschaftlichen Erschließung und Auswertung des Krankenaktenbestandes der nationalsozialistischen 'Euthanasie-Aktion T4' (Bestand R 179 im Bundesarchiv Berlin)“ mit. Nach dessen Abschluss 2005 wurde sie als wissenschaftliche Angestellte beim Institut für Geschichte und Ethik der Medizin der Universität Heidelberg beschäftigt. Dort wurde sie 2008 zur Akademischen Rätin ernannt, 2009 wurde sie Akademische Oberrätin. In Heidelberg habilitierte sie sich 2014 auch und erhielt die Venia legendi für die Fächer Geschichte, Theorie und Ethik der Medizin.
Von 2016 bis 2018 war Rotzoll Kommissarische Direktorin der Institute für Geschichte und Ethik der Medizin an den Universitäten Halle und Heidelberg, 2020 wurde sie Akademische Direktorin am Institut für Geschichte und Ethik der Medizin am Universität Heidelberg sowie außerplanmäßige Professorin. Seit Dezember 2022 hat sie einen ordentlichen Lehrstuhl für Geschichte der Pharmazie und Medizin an der Universität Marburg inne.

## Forschungsschwerpunkte
Rotzolls Forschungsschwerpunkte liegen vor allem im Bereich der Geschichte der Medizin und Psychiatrie im 19. sowie 20. Jahrhundert; sie forscht insbesondere zu den Krankenmorden in der Zeit des Nationalsozialismus. Darüber hinaus waren Arzneimittelprüfungen in Heimen und Psychiatrien Gegenstand ihrer Forschung; hier war sie Mitglied eines 2020 abgeschlossenen Forschungsprojekts über Arzneimittelprüfungen in den v. Bodelschwinghsche Stiftungen Bethel.